# Steiermärkische Berg- und Naturwacht
Die Steiermärkische Berg und Naturwacht ist eine Körperschaft des öffentlichen Rechts, welche die Behörden bei der Vollziehung landesgesetzlicher Vorschriften des Natur- und Landschaftsschutzes unterstützt.

## Ziele und Aufgaben
- Aufklärung der Bevölkerung über die Notwendigkeit des Naturschutzes
- Pflegen von ausgewiesenen Schutzgebieten zur Erhaltung und Sicherung der Biodiversität
- Schutz der Natur als Lebensraum für Menschen, Tiere und Pflanzen
- Überwachung der landesgesetzlichen Vorschriften zum Schutz der Natur
- Unterstützung der Behörden bei Vollziehung der naturschutzrechtlichen Aufgaben
- Ausbilden: geeigneter Personen, diese mit den Rechtsvorschriften vertraut zu machen und für ihre Fortbildung zu sorgen

## Örtlicher Wirkungsbereich
Einsatzbereich ist das gesamte Landesgebiet der Steiermark.

## Sachlicher Wirkungsbereich
Folgende landesrechtlichen Vorschriften zum Schutz der Natur überwacht der Berg- und Naturwächter als Organ der öffentlichen Aufsicht:
- Steiermärkisches Naturschutzgesetz
- Verordnung zum Schutz wildwachsender Pflanzen und der nicht jagdbaren Tiere
- Geländefahrzeuggesetz
- Gesetz über Wegefreiheit im Bergland
- Naturhöhlengesetz

## Organe
- Landestag
- Landesvorstand
- Landesleiter
- Rechnungsprüfer
- Bezirkstag
- Bezirksleiter
- Ortseinsatzleiter

Als juristische Person muss sich die Berg- und Naturwacht natürlicher Personen bedienen, um ihre Aufgaben zu erfüllen. Diese „Organe“ der juristischen Person Steierm. Berg- und Naturwacht (Landestag, Bezirkstag, Landesvorstand, Landesleiter, Bezirksleiter, Ortseinsatzleiter, Rechnungsprüfer) können nur im Rahmen ihrer Zuständigkeit auf Grund von Beschlüssen tätig werden. In ihrem Organhandeln (z. B. Kauf von Dienstkleidung) sind sie nicht der zuständigen Verwaltungsbehörde weisungsgebunden, alle Tätigkeiten unterliegen aber der Aufsicht der Behörde.
Nach dem Bekanntwerden von Unregelmäßigkeiten bei der Projektabrechnung trat der Landesleiter im Januar 2020 zurück.
Im Juli 2020 übernahm Fritz Stockreiter (74) die Landesleitung. Er war Biologielehrer und Direktor der Hauptschule sowie Bezirksleiter von Liezen und für Ausbildung zuständig.
Der Landesvorstand führt die laufenden Geschäfte, verwaltet das Vermögen, erstellt den jährlichen Rechnungsabschluss und erstattet einen Tätigkeitsbericht. Er setzt sich aus dem Landesleiter und 7 weiteren Mitgliedern zusammen. Der Landesleiter und 4 Mitglieder werden vom Landestag gewählt. Die übrigen 3 Mitglieder werden vom Landesvorstand auf Grund von Dreiervorschlägen des Landesausschusses Steiermark des „Verbandes Alpiner Vereine Österreichs (VAVÖ)“ aus dem Kreis der Berg- und Naturwächter in den Landesvorstand mit Sitz und Stimme kooptiert.

### Mitglieder des Landesvorstandes (Aufgaben- und Ressortverteilung)
Landesleiter Fritz Stockreiter (Aus- und Weiterbildung, Organisationsentwicklung, Strukturreform)
Landesleiterstellvertreter Raphael Narrath (Gewässeraufsicht, Öffentlichkeitsarbeit, Datenschutzbeauftragter)
Landesvorstandsmitglied Ilse Jahrmann (Rechnungsführerin)
Landesvorstandsmitglied Eva Maria Bernhart (Artenschutzbeauftragte)
Landesvorstandsmitglied Sigrid Utri (Koordinatorin Projekt „naturbeobachtung.at“)
Landesvorstandsmitglied Franz Kreis (Rechnungsführerstellvertreter)
Landesvorstandsmitglied Franz Klopf (Schriftführer)
Landesvorstandsmitglied Ernst Barowitsch (Dienstkleidung)

## Gewässeraufsicht
Bereits im Jahre 1972 fand die erste Ausbildung statt und kurz danach konnten schließlich 50 neue Gewässeraufsichtsorgane angelobt werden. Heute versehen über 240 Gewässeraufsichtsorgane ihren Dienst. Dabei begehen sie regelmäßig die Uferbereiche von Bächen, Flüssen und Teichen, überwachen Grundwasserbereiche sowie Wasserschutz- und -schongebiete.

## Schlangenkundige Organe
Seit 2013 haben bisher 63 Berg- und Naturwächter die Ausbildung zum Schlangenkundigen Organ gemacht. Diese werden im Fall einer Schlangenauffindung in der Steiermark über die Notrufnummer 130 (Landeswarnzentrale) angefordert.